# Călăreți, Călărași
Călăreți este un sat în comuna Tămădău Mare din județul Călărași, Muntenia, România.